# Rodovia Hélio Smidt
Pour les articles homonymes, voir Smidt.

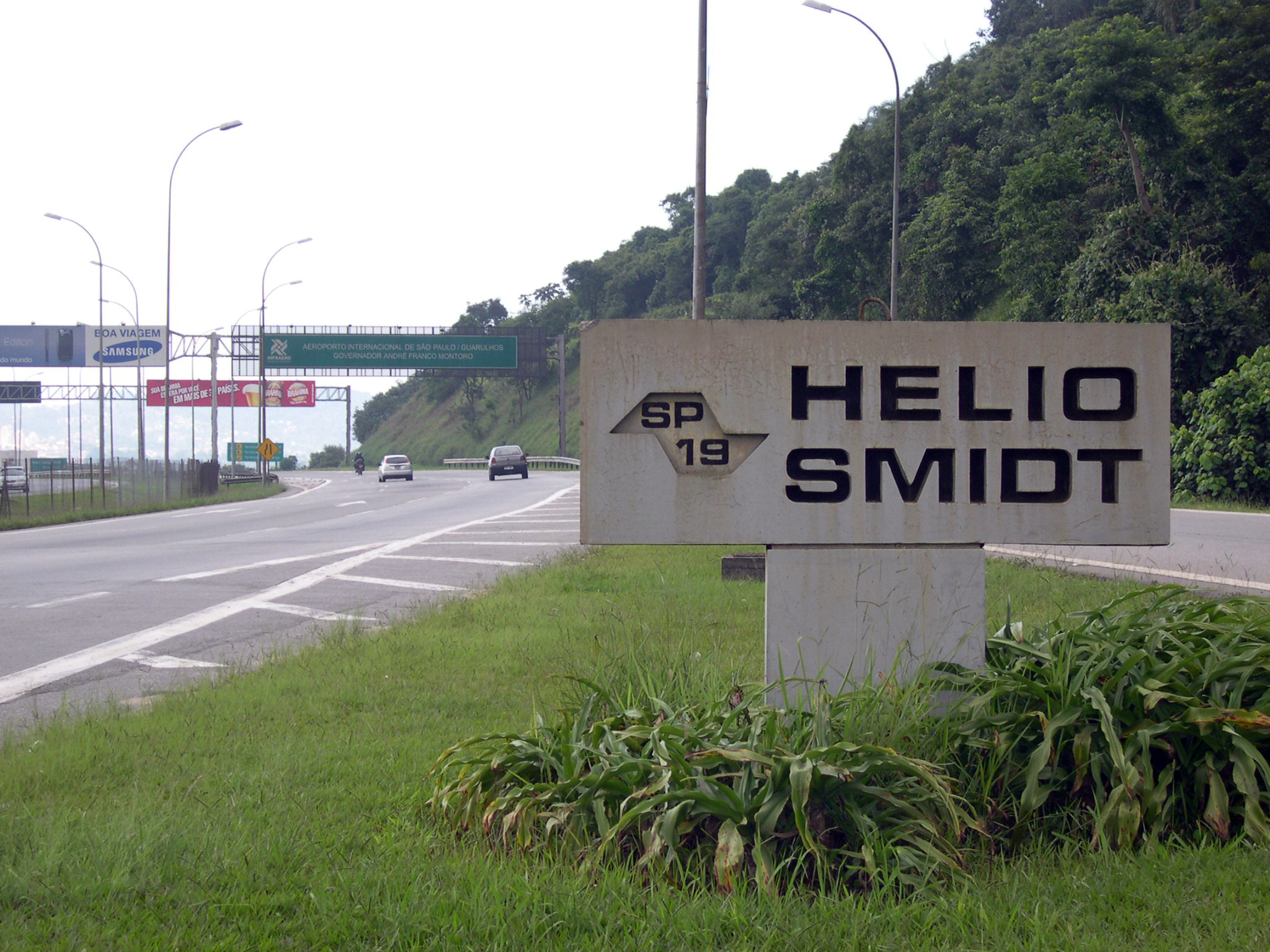
Rodovia Helio Smidt en direction de l'Aéroport international de Guarulhos.

La  Rodovia Helio Smidt ou Via Helio Smidt est une autoroute de l'État de São Paulo au Brésil codifiée SP-019.